# Campanya chickasaw de 1736

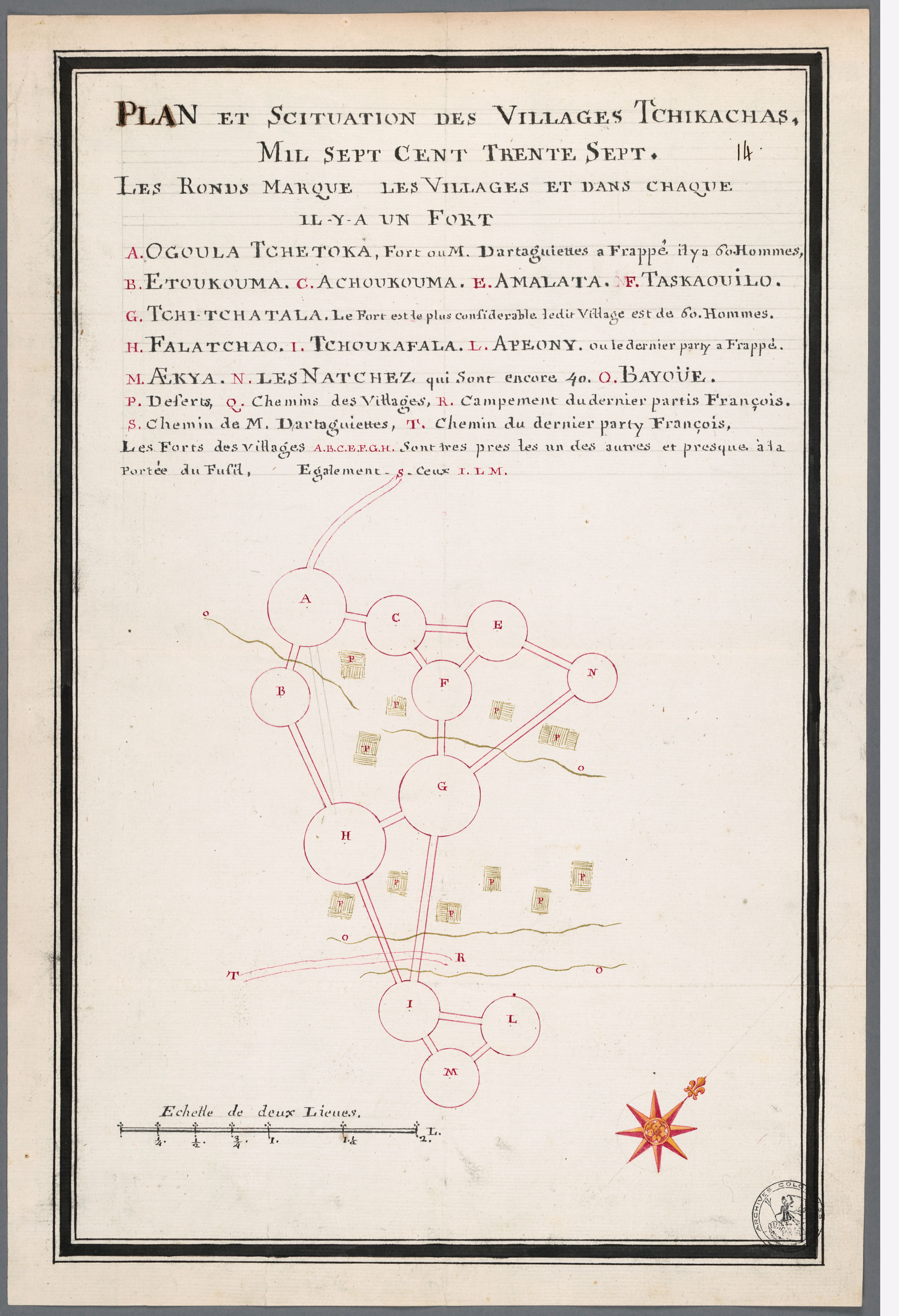
Viles atacades en 1736. Còpia francesa d'un mapa fet en l'estil indi

La Campanya Chickasaw de 1736 consistí en dues batalles campals entre francesos i aliats i viles fortificades chickasaws en l'actual nord-est de Mississipi. Sota la direcció general del governador de Louisiana, Jean-Baptiste Le Moyne de Bienville, una força de l'Alta Louisiana atacà Ogoula Tchetoka el 25 de març de 1736. Una segona força de la Baixa Louisiana atacà Ackia el 26 de maig de 1736. Ambdós atacs van ser repel·lits sagnantment (vegeu Atkinson, 2004).

## Situació estratègica
L'imperi francès de Nova França s'estenia des de Nova Orleans fins al sud de Canadà. La seva unitat va ser interrompuda només per la presència de tribus hostils natchez i chickasaws a la vall inferior del riu Mississipi. L'esforç francès per reduir aquestes tribus hostils i tenir el pas lliure al llarg del Mississipi va culminar en la Guerra Chickasaw.
Des de 1716 els francesos i els choctaws s'havien unit contra els natchez en una campanya oberta de destrucció. Pel 1736 els natchez eren morts o dispersats, molts d'ells refugiats entre els chickasaws. Bienville volia destruir aquestes restes natchez, i reduir els chickasaw: "És absolutament necessari que es colpegi amb algun cop audaç i notable per impressionar els indis amb un sentit adequat de respecte i deure envers nosaltres". Va planejar coordinar les operacions amb dues forces: una amb Pierre d'Artaguette, comandant del Districte d'Illinois de Louisiana, des del Nord; i un exèrcit més gran des del Sud. Aquestes forces es reunirien 'als pobles Chickasaw' el 31 de març de 1736.

## Batalla d'Ogoula Tchetoka
D'Artaguette recollí a Fort de Chartres destacaments de tot el país d'Illinois marxà amb gran expedició a Chickasaw Bluff, en l'actualitat Memphis. Tot i no complir amb els destacaments promesos sota de Monchervaux i de GrandPré, va reprendre la seva marxa amb Chicagou i de Vincennes a les terres chickasaw, i només fou advertit per un correu que l'exèrcit del sud arribaria tard i que havia d'actuar d'acord amb el seu propi judici.
Sense voler o poder esperar més, d'Artaguette va arribar abans a un poble aparentment aïllat a Ogoula Tchetoka (part de Chuckalissa, o Old Town en l'actual nord-oest de Tupelo, Mississipi) amb 130 regulars francesos i milicians francesos i 366 guerrers iroquesos, arkansas, miamis i illinois. Era el 25 de març, "Diumenge de Rams". Deixà 30 francesos enrere per protegir els subministraments i la força del nord d'Artaguette atacà amb "gran vigor", però van ser immobilitzats, derrotats, i furiosament perseguits, i el seu subministrament de bales i pólvora capturat. Les restes supervivents es dispersaren de nou a trobar-se amb el retardat de Monchervaux en el camí de retorn; Bienville va escriure que, sense la ferma resistència dels iroquesos i arkanses, ni un sol francès hauria sobreviscut. Segons els informes francesos van ser capturats vint francesos dels quals dinou, incloent d'Artaguette tres vegades ferit en la batalla, van ser executats en fogueres, alguns dels quals ja estaven morts quan foren llançats al foc. Dos francesos foren reservats amb l'esperança d'intercanvi d'un cap chickasaw empresonat, però van ser enviats finalment als britànics de Carolina del Sud.
Una memòria contemporània de Dumont de Montigny va informar erròniament d'aquesta batalla com si hagués tingut lloc el 20 de maig de 1736, donant lloc a confusió en molts relats posteriors.

## Batalla d'Ackia
Ackia (actualment al sud de Tupelo, Mississipi) va ser atacada per la força del Sud. El contingent francès, inclosos granaders, regulars, suïssos, i diverses companyies de la milícia, es van reunir a Mobile al llarg de març de 1736. A partir del primer d'abril els francesos marxaren en vaixell amb petites pèrdues 270 milles fins al riu Tombigbee. El 23 d'abril l'exèrcit va arribar a la base de Fort Tombecbé (en l'actualitat Jones Bluff, comtat de Sumter (Alabama)) en previsió d'aquesta campanya, i allí va reunir 544 homes europeus i 45 africans, excloent-ne oficials, abans de reunir-se riu amunt amb un contingent de 600 choctaws. Sortiren de Fort Tombecbé el 4 de maig en vaixell i a peu, i l'exèrcit combinat continuà riu amunt i va aconseguir la rodalia de l'actual Amory (Mississipi) el 22 de maig. Ràpidament fortificaren un campament base per protegir els subministraments i barques, essencials per a la seva tornada, i l'exèrcit va partir el 24 de maig cap al llogaret chickasaw més proper, situat a uns 20 quilòmetres per la prada cap al nord-oest.
El 26 de maig l'exèrcit es va apropar a tres pobles de muntanya fortificats, anomenats Ackia, Tchoukafalaya i Apeony, col·lectivament anomenades Long Town. Després d'alguna discussió, l'exèrcit va avançar per atacar, amb el contingent francès en ordre típicament europeu, i el choctaw sorollosament però de mala gana cobrint els flancs. Evitaren Apeony, on onejava una bandera britànica a la cabana d'un comerciant, i van irrompre a Ackia emparats de grans escuts o estores anomenades mantelets. Els francesos immediatament van rebre "una pluja de bales" de les fortificacions chickasaws i els mantelets demostraren ser ineficaços. L'atac va quedar immobilitzat al costat del turó amb creixents baixes de manera constant. Van prendre algunes cabanes perifèriques però després d'algunes hores de combat els francesos es van replegar "sense haver estat capaços de fer el més mínim forat" a la fortalesa en el punt d'atac. Durant la nit els chickasaws van millorar encara més la seva posició arrasant les cabanes dels voltants i la vegetació. Els francesos, a falta de municions i provisions, preocupats de no poder-se emportar més ferits i sense informació de d'Artaguette, es van retirar per on van venir.

## Avaluació
B. F. French va declarar "La guerra es va dur a terme precipitadament i temeràriament. Bienville va entrar en territori enemic sense cap mitjà de setge, va fer un atac a una fortalesa, i després, sense intentar amb els exploradors obrir una comunicació amb d'Artaguette, a qui havia ordenat trobar-se amb ell al país chickasaw en el 10 de maig [sic], o fer qualsevol intent de donar ordres adequades, sense si més no prendre un pres chickasaw per obtenir qualsevol informació dels treballs de D'Artaguette, es va retirar, i va acabar la campanya desastrosament".
Atkinson descriu com a "estúpids" els assalts frontals contra les posicions que eren pràcticament inexpugnables. La relació d'un francès de les observacions d'un cap choctaw anomenat Sabates Vermelles és citat per Atkinson: "Els francesos no sabien en absolut la manera de fer la guerra; havíem estat capaços de prendre només un petit poble de trenta o quaranta homes; que per contra hem perdut molts homes, sense ser capaç de dir que havíem matat a un de sol; que les nostres tropes fortament revestides marxar amb pas massa lent i tan junts que era impossible que els chickasaws dispararessin sense matar alguns d'ells i ferint molts".
Els chickasaws van ser força equipats amb armes angleses a través d'una ruta comercial des del petits assentaments chickasaws i anglesos a Carolina del Sud i Geòrgia. Les seves fortes estacades rectangulars amb parets amb forats es van complementar amb cases rodones fortificades, també amb forats. Amb aquesta tecnologia els chickasaws es mantingueren invencibles contra la incessant pressió dels francesos i choctaws, incloent una campanya de repetició en 1739 i nombrosos petits atacs per choctaws durant els pròxims 20 anys.
Un poble on es creia que hi havia restes arqueològiques del camp de batalla d'Ackia s'hi va fer un Monument Nacional dels Estats Units en 1938. El Servei Nacional de Parcs va afirmar només uns pocs anys després de la creació del Monument Nacional que Ackia i la batalla no es trobaven allí, i va ser absorbit pel Natchez Trace Parkway el 1961. Ara s'anomena 'Chickasaw Village.' 25 anys de recerca més tard, però, van determinar que el lloc real d'Ackia i els seus pobles veïns es trobava en una zona desenvolupada al sud de Tupelo. Una subdivisió anomenada 'Lee Acres' cobreix el lloc de la batalla d'Ackia de 1736, citada pels historiadors com a rebuig fonamental a les ambicions territorials franceses al sud-est.